# Dapsilarthra sylvia
Dapsilarthra sylvia är en stekelart som först beskrevs av Alexander Henry Haliday 1839.  Dapsilarthra sylvia ingår i släktet Dapsilarthra och familjen bracksteklar. Inga underarter finns listade i Catalogue of Life.